# Боаз Ерпен
Боаз Ерпен (фр. Bois-Herpin) насеље је и општина у Француској у региону Париски регион, у департману Есон која припада префектури Етан.
По подацима из 2011. године у општини је живело 76 становника, а густина насељености је износила 19,54 становника/km². Општина се простире на површини од 3,89 km². Налази се на средњој надморској висини од 150 метара (максималној 142 m, а минималној 94 m).

## Демографија
| 1962. | 1968. | 1975. | 1982. | 1990. | 1999. | 2011. |
| ----- | ----- | ----- | ----- | ----- | ----- | ----- |
| 44    | 46    | 47    | 53    | 59    | 57    | 76    |

График промене броја становника у току последњих година